# Mendoncia pilosa
Mendoncia pilosa là một loài thực vật có hoa trong họ Ô rô. Loài này được (Mart.) Nees mô tả khoa học đầu tiên năm 1847.